# Hokuriku (regija)
Regija Hokuriku (japanski:北陸地方 Hokuriku chihō) je podregija regije Chūbua u Japanu.
Regija se proteže uz Japansko more, obuhvaća četiri prefekture: Ishikawu, Fukui, Niigatu i Toyamu,  iako se ponekad Niigata uključuje i u sljedeća područja:
- Shin'etsu (信 越?): uključuje prefekture Niigatu i Nagano
- Kōshin'etsu (甲 信 越?): uključuje prefekture Niigatu, Nagano i Yamanashi
- Hokushin'etsu (北 信 越?): uključuje regije Hokuriku i Shin'etsu

## Gradovi
Glavni gradovi u Hokurikuu su:
- Niigata (određeni grad)
- Kanazawa, Toyama (temeljni grad)
- Fukui, Jōetsu, Nagaoka (posebni grad)
- Od navedenih gradova Niigata je najveći s populacijom od preko 800.000 stanovnika.